# Emanuel Maceška
Emanuel Maceška (24. března 1877, Načeradec – 30. prosince 1966 Praha) byl český velkouzenář a průmyslník, významný podnikatel za Rakouska-Uherska a za první republiky. Jeho uzenářský podnik na Vinohradech v Praze byl největším podnikem tohoto druhu ve městě.

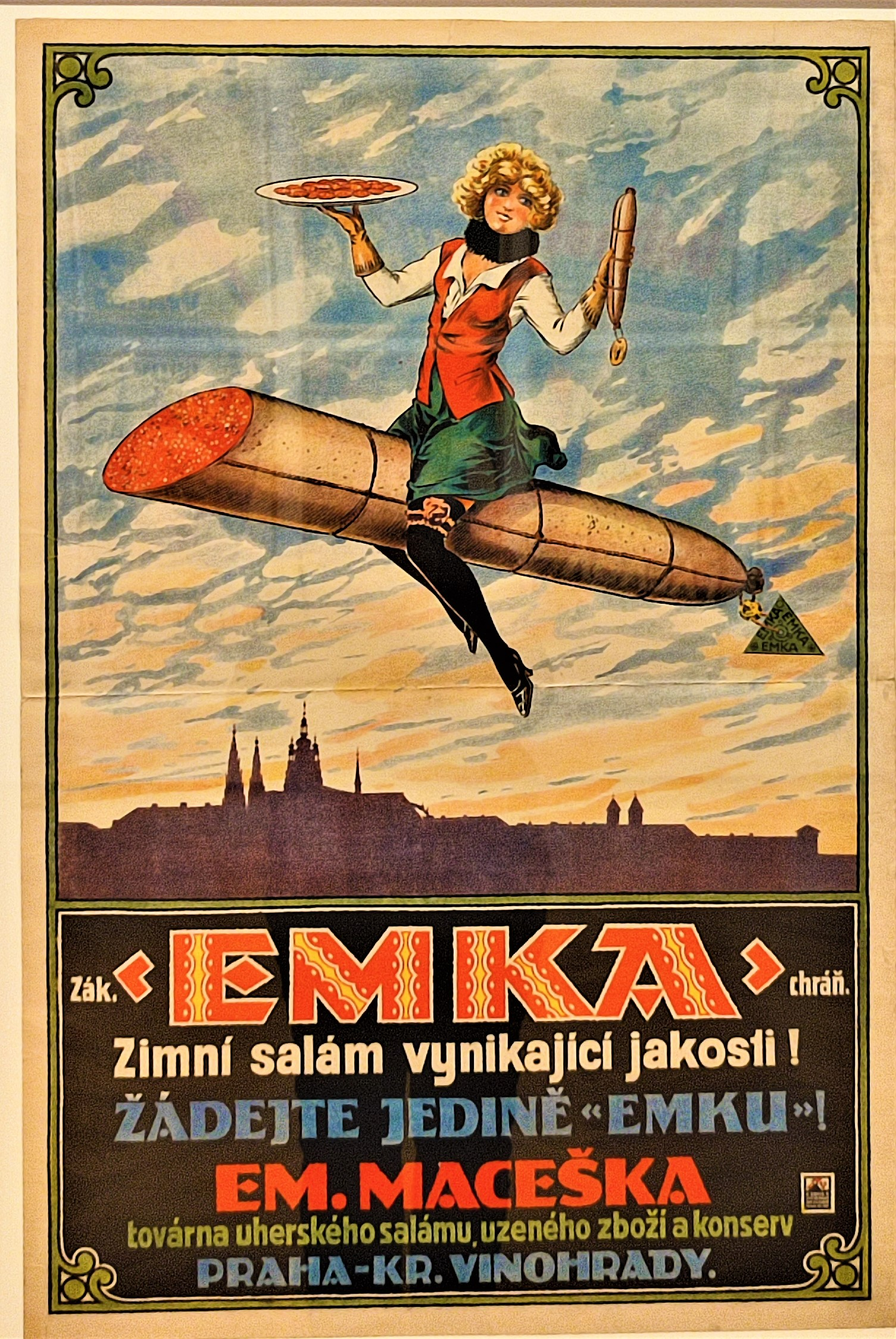
Reklamní plakát na uherský salám EMKA

## Kariéra
Maceška se narodil jako třetí syn z pěti dětí ve středostavovské rodině mlynáře Jakuba Macešky (1834–1900) z Načeradce čp. 163 a jeho manželky Emanuely Hlinské z Louňovic. Rodina svůj původ odvozovala od šlechticů Macešků z Peclínova. Rodina se přestěhovala do Prahy na Vinohrady do dnešní Belgické ulice č. 16/131 a 28. května 1881 se tam přihlásila k pobytu. Emanuel se vyučil řezníkem a zažil obrovský úspěch kluka z venkovské rodiny. V roce 1896 v 19 letech si na Pankráci otevřel malý uzenářský krámek, který měl díky vyhlášeným výrobkům velký úspěch. Nedlouho na to se tak vypracoval na zámožného podnikatele. Na začátku 20. století založil v Praze na Vinohradech největší pražský uzenářský podnik a v roce 1923 ho rozšířil o továrnu na výrobu uherského salámu.
Maceška v Praze si dal postavit honosný Maceškův palác na nároží Vinohradské třídy a Budečské ulice, v kterém měl v přízemí krám s prodejnou a občerstvením a kino, později nazvané Bio Illusion.
Dále vlastnil panství Votice, kde provozoval zámecký pivovar se sladovnou. V roce 1925 si v Praze na Václavském náměstí dal postavit hotel Majestic podle projektu architekta Jana Jarolíma, v němž roku 1926 v přízemí otevřel lidovou jídelnu, kde se čepovalo pivo ze zámeckého pivovaru.
Za druhé světové války mu byly všechny podniky a velkostatek zabaveny nacisty a v únoru 1945 při leteckém útoku na Prahu spojenecká bomba srovnala jeho vinohradský uzenářský podnik se zemí. Biograf mu byl po válce znárodněn a v roce 1948 přišel o zbytek svých podniků. Potom se uchýlil na chatu svých příbuzných v Bojanovicích a na odpočinku se věnoval zahrádkaření.

## Rodina
V roce 1902 se oženil s Františkou Řebíčkovou, s níž měl šest dětí.

## Výrobky
Emanuel Maceška vyráběl vyhlášené uzenářské pochoutky, mezi nimi například uherský salám EMKA. Proslul ale vynálezem „mazacího buřtu“, který začal být po svém tvůrci označován „maceška“. Vyrábí se do současnosti a je stále značně oblíbený. Jde o druh métského salámu, který tvůrce odlišil tím, že místo směsi hovězího a vepřového ho začal vyrábět výhradně z vepřového masa.